# Lee Kwan-Young
Dans ce nom coréen, le nom de famille, Lee, précède le nom personnel.
Pour les articles homonymes, voir Lee.
Lee Kwan-Young, né le 19 avril 1946 à Séoul, en Corée sous administration américaine, est un ancien militaire devenu maître (Kwan Jang Nim) en arts martiaux coréens. Il est un des principaux pionniers du taekwondo et du hapkido en France, ainsi que le fondateur du hoshin moosool, qu'il enseigne encore en 2024 à l′Académie Lee Kwan-Young de Montreuil.

## Biographie
Lee Kwan-Young est né à Séoul, en Corée sous administration américaine, en 1946, avant la guerre de Corée, pendant laquelle, selon ses déclarations, son père, médecin, est enlevé par les Coréens du Nord.
Il étudie dès 9 ans le tangsudo sous la direction des fondateurs de l'école Chung Do Kwan (« École de la Vague Bleue »), Um Un-kyu, Lee Won-kook et Park Hae-man. Il est ceinture noire de cette école.
En 1965, il gagne la première compétition officielle de taekwondo en devenant champion toutes catégories.[source insuffisante]
Après avoir participé à la guerre du Viêt Nam au sein de la 9e division d’infanterie de Corée du Sud comme instructeur du contingent des forces spéciales, il rentre en Corée du Sud, où il devient instructeur de la 7e division d’infanterie américaine.
En 1969, alors qu'il n'a que 23 ans, un concours est organisé afin de sélectionner celui qui viendra en France pour faire connaître le taekwondo. Les candidats doivent être minimum 5e dan. Le concours regroupe des épreuves de casse, de combat, de projections, de clés et de maniement d'armes. Maître Lee Kwan-young gagne ce concours et est alors chargé d'exporter le taekwondo en France. Il commence à y donner des cours dès 1969,, participant notamment au développement du taekwondo au Club athlétique d'Orsay en 1970. Avec les autres experts coréens qu'il a fait venir en France pour l’épauler dans sa tâche, il est un des principaux pionniers du taekwondo et du hapkido en France.
En 1973, alors que la France participe pour la première fois aux championnats du monde de taekwondo, il est nommé entraîneur de l’équipe de France et le restera jusqu'en 1975.
Lors d’une démonstration en 1975, il se fait remarquer par des producteurs de cinéma chinois qui l'engagent comme acteur à Hong-Kong, lui permettant d'ainsi faire la connaissance de Chuck Norris et Jackie Chan.
En 1978, il retourne en France et enseigne dans plusieurs clubs de la région parisienne. Quand le taekwondo intègre la Fédération française de karaté et arts martiaux affinitaires (FFKAMA) en 1979, il en devient le premier Directeur technique pour le taekwondo.
En 1988, il est promu 9e dan de taekwondo au sein de l’école coréenne Chung Do Kwan, puis par le Kukkiwon en 2001. Il est aussi 9e dan de hapkido et 5e dan de judo.[réf. nécessaire]
Entre 1990 et 2000, il enseigne également au sein de la police nationale.
En 1996, il fonde sa propre méthode de combat : le hoshin moosool, une méthode de self-défense basée sur le hapkido, le taekwondo ainsi que sur son expérience d'instructeur militaire et policier. Il le développe comme un art martial à part entière, utilisant des techniques de combat rapproché comme des clés et percussions de bras, des blocages divers, ainsi que des coups de pied, des projections et des chutes, mais aussi le maniement des armes, excepté les armes à feu.
Maître Lee Kwan-Young insiste sur l'aspect martial et traditionnel des arts martiaux, expliquant qu'il faut y accorder une place prépondérante pour les pratiquer le plus longtemps possible, la compétition n'étant qu'une étape du pratiquant et non une finalité en soi.

### Divers
Il est le créateur de la fédération coréenne de pétanque.

## Cinéma
Après la mort de Bruce Lee qu'il rencontre à Hongkong en 1973, des metteurs en scène chinois lui demandent de tourner quatre films pour le remplacer.
Il apparaît dans les films ou téléfilms suivants :
- 1976 : Palamun[13], dans le rôle de « Le Potier ».
- 1980 : Le Complot Diabolique de docteur Fu Manchu, dans le rôle de « Tong »[13].
- 1982 : Tout feu, tout flamme, dans le rôle de traducteur de l'ambassadeur et chef des gardes du corps[13].
- 1985 : La Baston, dans le rôle d'un trafiquant[13].
- 1989 : Le Retour de Lemmy Caution.[réf. nécessaire]
- Apparition dans la série Navarro[2].
- 2001 : épisode 3 de la saison 1 de la série Largo Winch, dans le rôle de « Bomber »[13].

## Distinctions et hommages
En 2019, La Poste française édite un timbre à son effigie pour célébrer les 50 ans de l'introduction du taekwondo en France,.
Par le décret du 23 novembre 2022, il est élevé au grade de chevalier dans l'Ordre national du Mérite,.

## Citations
"Compétition c'est toucher. Traditionnel c'est casser."
"Quand on est abruti on ne pense qu'à cogner, frapper et faire mal aux gens quoi. Mais les arts martiaux c'est pas ça. Les arts martiaux pour protéger soi-même. Mentalement et physiquement."
Dit-il dans une interview accordée à Karaté Bushido.com
"Dans la vie, voir une fois est mieux que d'écouter mille fois. Mais en arts martiaux, faire une fois est mille fois mieux que de voir."
Pouvait-on lire sur la façade de son dojang à Montreuil. Le dojang est le nom coréen du dojo japonais.